# Mikrorestrukturyzacja
Mikrorestrukturyzacja – dotyczy najniższego, a jednocześnie podstawowego szczebla gospodarki narodowej, tj. przedsiębiorstwa. Narzędziem centralnego sterowania mikrorestrukturyzacją są parametry systemu ekonomiczno-finansowego, których to rola sprowadza się do powiązania innowacyjnej działalności przedsiębiorstwa z ogólną polityką przemysłową państwa. Istotą procesów mikrorestrukturyzacyjnych, jest dostosowanie działalności przedsiębiorstwa do zmian, jakie zachodzą w otoczeniu, a tym samym adaptacja przedsiębiorstwa – jego funkcjonowania i rozwoju, do wymagań rynku i sytuacji makroekonomicznej.